# Steve Lund
Steve Lund es un actor canadiense, conocido por interpretar a Nick Sorrentino en la serie Bitten.

## Biografía
Sus inicios en el hockey se vieron truncados por una herida por lo que decidió matricularse en la escuela para actores de Vancouver.
Steve tiene una hermana menor llamada Coco Lund.

## Carrera
En el 2012 apareció como invitado en la serie Haven donde interpretó a James Cogan, más conocido como "The Colorado Kid", James es el hijo de Sarah Vernon y Nathan Wuornos, y esposo de Arla Cogan (Laura Vandervoort).
En el 2013 apareció como invitado en la serie Defiance donde interpretó a Ziggy, el exesposo de Olfin Tennety. También apareció en la serie de horror Hemlock Grove.
En el 2014 se unió al elenco principal de la serie Bitten donde interpreta a Nicholas "Nick" Sorrentino, un hombre lobo, hasta el final de la serie en el 2016.
El 16 de junio del 2016 se anunció que Steve se había unido al elenco recurrente de la cuarta temporada de la serie Reign donde dará vida a Luc, el hijo de Lord Stephan Narcisse (Craig Parker). La cuarta temporada fue estrenada en el 2017.

## Filmografía

### Series de televisión
| Año         | Título              | Personaje            | Notas                                            |
| ----------- | ------------------- | -------------------- | ------------------------------------------------ |
| 2017        | Reign               | Luc Narcisse         | -                                                |
| 2016-2020   | Schitt's Creek      | Jake                 | 5 episodios                                      |
| 2014 - 2016 | Bitten              | Nick Sorrentino      | 33 episodios                                     |
| 2013        | Defiance            | Ziggy                | episodio "The Serpent's Egg"                     |
| 2013        | Beauty & the Beast  | Dr. Kirk Iverson     | episodio "Playing with Fire"                     |
| 2013        | Hemlock Grove       | Camarero             | 2 episodios                                      |
| 2012        | Haven               | James Cogan          | 4 episodios                                      |
| 2012        | Suits               | Joven Atractivo      | episodio "Meet the New Boss"                     |
| 2012        | Nikita              | Guardia de la Marina | episodio "Homecoming"                            |
| 2011        | Blue Mountain State | Ty Wilson            | 2 episodios                                      |
| 2011        | Lost Girl           | Estrella de Rock     | episodio "It's Better to Burn Out Than Fae Away" |
| 2011        | Being Erica         | Alan                 | episodio "Baby Mama"                             |
| 2011        | Alphas              | David Burton         | episodio "Never Let Me Go"                       |
| 2011        | Yukonic!            | Stewart              | 13 episodios                                     |

### Películas
| Año  | Título                 | Personaje     | Notas                                                                                        |
| ---- | ---------------------- | ------------- | -------------------------------------------------------------------------------------------- |
| 2015 | Christmas Incorporated | William Young | largometraje - junto a Shenae Grimes                                                         |
| 2013 | The Golden Ticket      | Jean-Claude   | corto - junto a Michal Grajewski, Carlo Rota, Melanie Scrofano, Sarah Allen & Benjamin Ayres |
| 2010 | The Dunwich Horror     | Doctor Rice   | corto - junto a James Swendsen, Bill Marles, Steven Mason & Paul Toolan                      |
| 2009 | End of Message         | Frank         | corto - junto a Lauren Martin                                                                |